# 유리 오가네샨

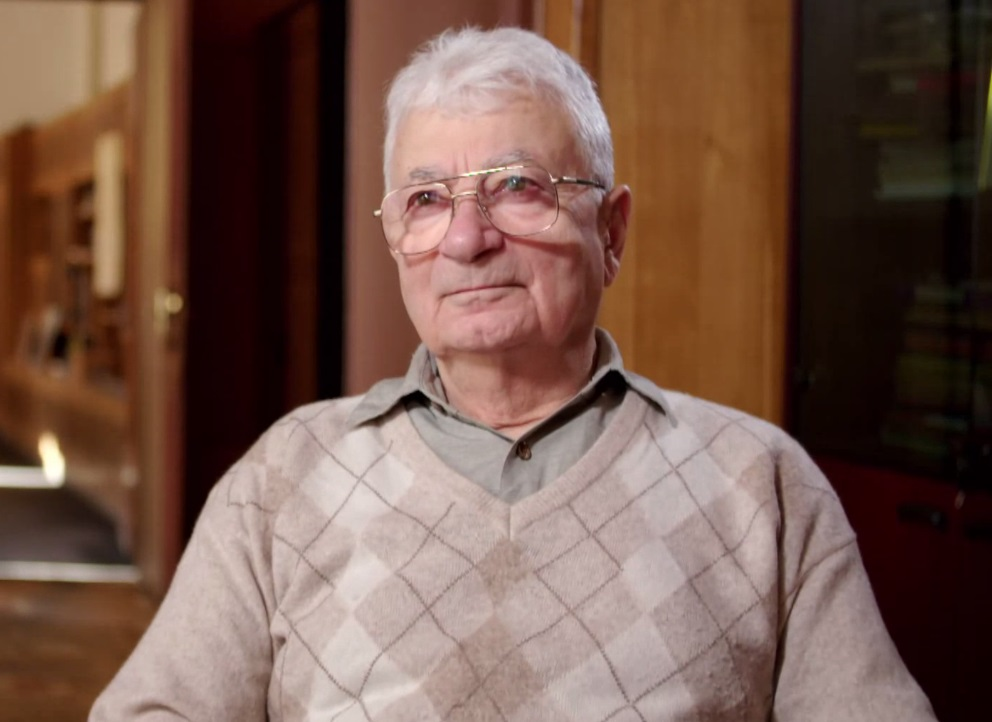

유리 촐라코비치 오가네샨(러시아어: Юрий Цолакович Оганесян, 아르메니아어: Յուրի Հովհաննիսյան, 1933년 4월 14일~)은 러시아의 핵물리학자이다.
2016년 6월 8일, IUPAC은 오가네샨의 이름을 따서 118번 원소 이름을 오가네손으로 한다고 발표했다.